# Ципао

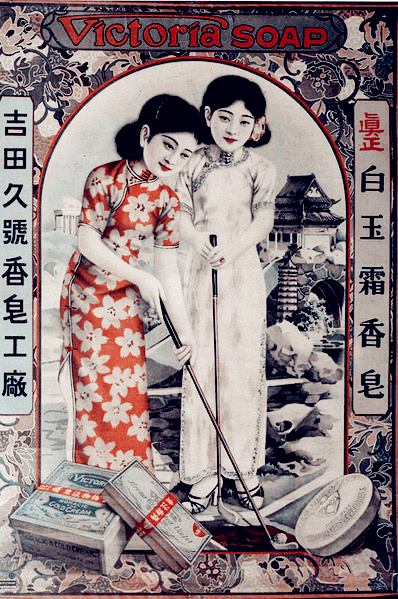
Шанхайская реклама 30-х годов XX века изображает двух женщин, одетых в ципао.

Ципао (кит. упр. 旗袍, пиньинь qípáo) — распространённое в Китае длинное женское платье, которое первоначально носили маньчжурские женщины. Современная его форма создана в 1920-х годах модельерами Шанхая. В самом Шанхае эта форма платья называется zǎnze или zansae (長衫) собственно длинная рубашка/платье, но северный вариант того же слова чаншань (chángshān) обозначает мужскую одежду. Через кантонское произношение чхёнсам (cheungsam) слово попало в английский (cheongsam).

## История

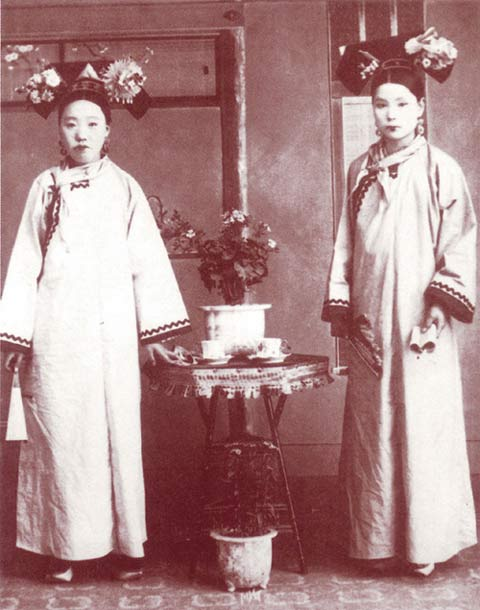
Придворные дамы династии Цин в традиционных ципао

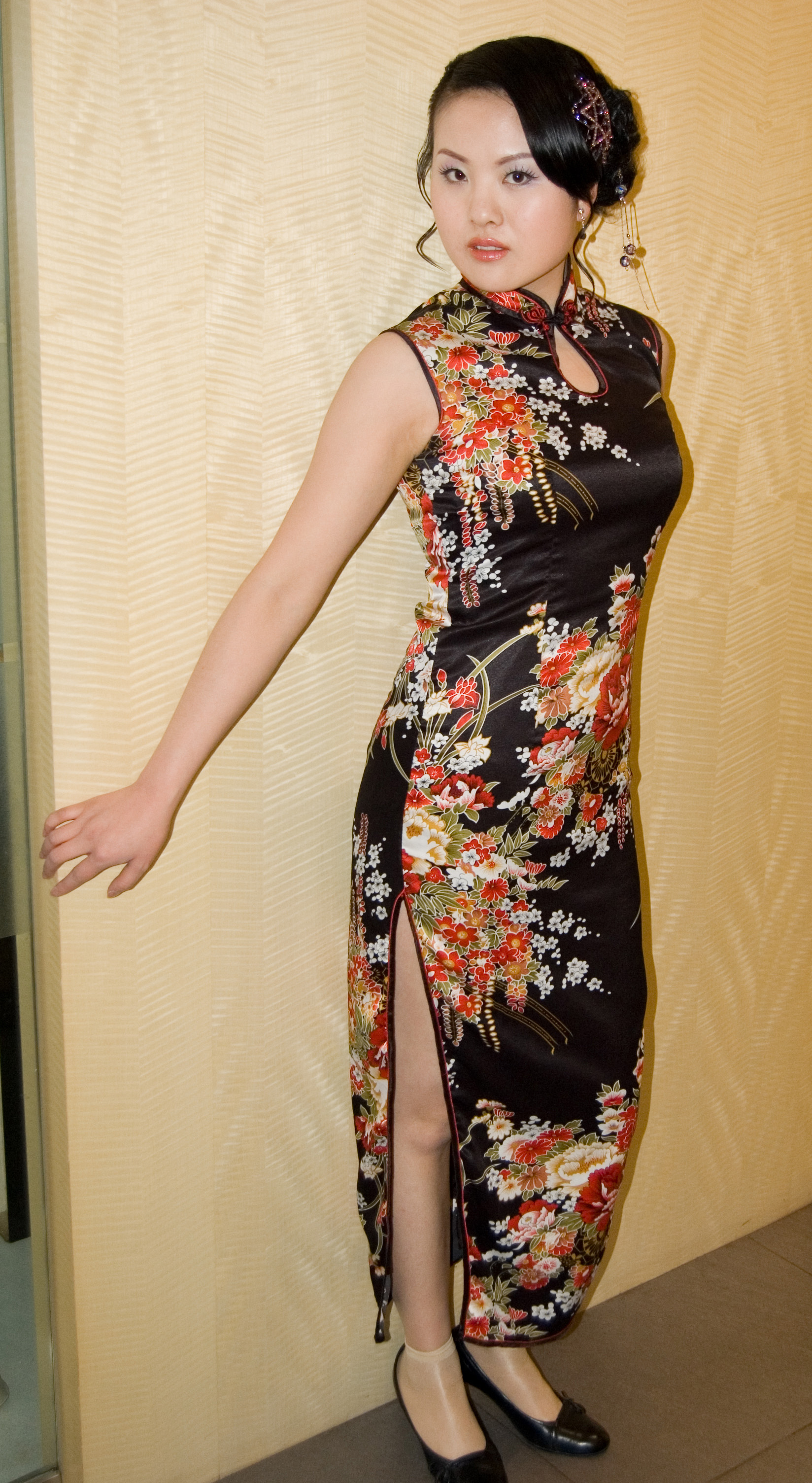
Современная китаянка в ципао

Слог ци в названии платья восходит к китайскому наименованию сословия, служившего в Восьмизнамённой армии, цижэнь — знаменные люди. Основу этого сословия составляли маньчжуры, национальной женской одеждой которых и было ципао, в то время широкое платье, полностью скрывавшее фигуру и оставлявшее видимыми только голову, ладони и носки обуви. В 1636 году вышел императорский указ, по которому все китаянки, входившие в это сословие, должны были носить ципао вместо собственно китайской одежды. В 1644 маньчжуры ослабили это требование, позволив большинству носить китайскую одежду, но ципао и чаньшан продолжали постепенно распространяться.
Ципао из шёлка носили лишь богатые, влиятельные и знатные люди, при этом ципао золотистого цвета позволялось носить лишь принадлежащим к императорской фамилии, а синий цвет, кроме них, был распространён у духовенства. Императорские ципао украшались узором из пяти облаков и девяти драконов. Простые люди использовали для пошивки ципао различные доступные им ткани.
В XX веке после падения династии Цин в Шанхае быстро появились платья, соответствующие новым вкусам и сильнейшим образом контрастировавшие со старым ципао. Они сильно облегали фигуру, а для того, чтобы позволить ногам двигаться свободно по бокам платья появились высокие разрезы.

## Современное использование
Работающие женщины Гонконга продолжали носить более практичные модели ципао и в 1950-е годы. Однако затем оно было вытеснено более практичными моделями одежды (свитерами, джинсами и т. п.), превратившись в одежду для особых случаев. Как повседневная одежда ципао сохраняется только у стюардесс, обслуживающего персонала высококлассных отелей и в тому подобных случаях.
В начале XXI века ципао, главным образом из шёлка, вновь получило широкое распространение в Китае, поскольку украшает женщину и придаёт ей в некоторой степени императорский и королевский дух. Показы модной одежды на основе ципао очаровали известного модельера Пьера Кардена.
В некоторых начальных и средних школах Гонконга ципао используют как школьную форму для девочек.
В видеоиграх довольно часто попадаются персонажи, носящие ципао, поэтому его могут носить участницы косплей-мероприятий.

## Похожие платья
Во Вьетнаме существует похожее на ципао по происхождению платье аозай. Также схожая женская одежда существует и в Тибете.